# Flashball

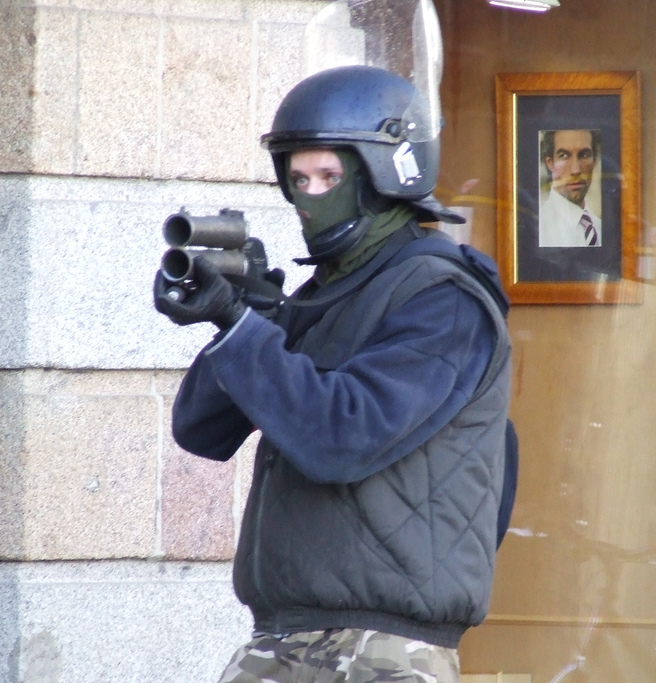
Französischer Polizist mit einer Flashball

Flashball ist eine registrierte Marke des französischen Unternehmens Verney-Carron, die Gummigeschoss-Waffen bezeichnet. Diese werden von staatlichen Sicherheitskräften als nicht-tödliche Waffen kategorisiert und unter anderem in der Schweiz, Frankreich, Spanien, Portugal und Macau gegen gewalttätige Personengruppen eingesetzt. Verwendung findet dabei vor allem der LBD-40 („lanceur de balles de défense 40 mm“) von Verney-Carron sowie das Modell GL-06 des Schweizer Konkurrenten B&T. Der Einsatz von Gummigeschossen durch die Polizei wird aufgrund des Verletzungsrisikos kontrovers diskutiert und wurde medial insbesondere im Zusammenhang mit den Protesten der französischen Gelbwesten wahrgenommen.

## Kontroversen
Nach offiziellen Angaben kann der Einsatz der Waffe bei unsachgemäßem Gebrauch oder ungenügender Ausbildung zu schweren Verletzungen führen; die polizeilichen Bestimmungen verlangen gezielte Schüsse auf den Rumpf oder die Extremitäten (und nicht auf Kopf oder Genitalien). Da sich die Zielpersonen jedoch im Regelfall bewegen, führt der Einsatz der auf Distanz stark verlangsamten Projektile auch unabsichtlich zu Treffern etwa am Kopf und hat mehrfach u. a. zum Verlust des Augenlichtes oder auch zu Frakturen des Schädels geführt.
Die Energie der Munition ist unterschiedlich und variiert u. a. zwischen 116 und 176 Joule (SIR bzw. SIR-X) und wird vom Hersteller – munitionsabhängig – teilweise als „sicher auf Nahdistanz“ eingestuft (SIR 40 × 46 mm). Insgesamt wird die Waffe herstellerseitig als „less lethal“ (weniger tödlich) bezeichnet. Der Hersteller B&T verwies in einer Stellungnahme bzgl. der Gelbwesten-Proteste darauf, dass dabei seitens der Behörden dem Unternehmen unbekannte Munition eingesetzt wurde, aber nicht das für den Werfer entwickelte, nicht-letale Impulsgeschoss SIR. Andere Munition vergrößere das Verletzungsrisiko erheblich und verschlechtere die Präzision des Werfers. Trotz der o. g. polizeilichen Anweisungen birgt auch der Einsatz auf den Körper erhebliche Risiken, da (wie auch z. B. bei Faustschlägen) insbesondere ein Projektilaufschlag in die Region des Sonnengeflechts (ein Geflecht aus Nervenfasern und -knoten des Vegetativen Nervensystems) zu Schwindel, Übelkeit oder Bewusstlosigkeit, bei Vorerkrankungen in Ausnahmefällen bis zum Reflextod führen kann. Je nach Bekleidung sind durch die herstellerseitig grob mit einem „Pferdetritt“ verglichene Energie potentiell auch Rupturen von Milz oder Leber oder z. B. der Hoden möglich.
BBC berichtete im Januar 2019, dass nach damaligem Stand 40 Demonstranten durch Flash-Balls schwer verwundet worden seien. Im Februar 2019 kritisierte die Menschenrechtskommissarin des Europarats, Dunja Mijatović, das Vorgehen des französischen Polizei gegenüber den sogenannten Gelbwesten und deren Einsatz mittels LBD-40 scharf. Angesichts vieler Verletzter forderte sie ein vorläufiges Verbot von Hartgummigeschossen. Mijatovic führte in ihrem Memorandum aus, dass bis zum 4. Februar 2019 nachweislich 12.122 LBD-Schüsse abgefeuert wurden, bei denen es zu 193 Verletzungsfällen durch Einsatz des LBD-40 kam, in vielen Fällen in Form von Kopfverletzungen. Dies zeige „einen unverhältnismäßigen Einsatz von Gewalt und die Ungeeignetheit dieser Art von Waffe im Zusammenhang mit Operationen zur Aufrechterhaltung der öffentlichen Ordnung“.
Bei Auseinandersetzungen zwischen Demonstranten der Gelbwestenbewegung und der französischen Polizei im Januar 2019 wurde ein Demonstrant von einem Geschoss eines Flashballs am Hinterkopf getroffen und lag nach notärztlicher Behandlung und Operation mehrere Tage in einem künstlichen Koma.

## Todesfälle
2010 starb ein Mann in Marseille nach dem Einsatz der Waffe. Der 40-Jährige hatte die zur Schlichtung eines Streits in einem Wohnheim gerufenen Polizisten angegriffen, woraufhin ein Beamter ihn mit seinem LBD-Werfer in den Oberkörper schoss. Daraufhin erlitt der Mann einen Herz- und Atemstillstand. Nachdem er zunächst wiederbelebt werden konnte, starb er einen Tag später im Krankenhaus.
Bei den Unruhen in Frankreich 2023 brach in der Nacht vom 1. auf den 2. Juli wiederum in Marseille ein vermutlich an den Ausschreitungen nicht beteiligter Motorrollerfahrer tot zusammen. Im Krankenhaus wurde bei dem 27-jährigen Familienvater eine Verletzung im Brustbereich festgestellt. Die Staatsanwaltschaft gab bekannt, der Tod des Mannes sei wahrscheinlich durch ein Flashball-Projektil verursacht worden, und eröffnete ein Ermittlungsverfahren.